# رود وووا
رود وووا (انگلیسی: Vuva) یک رودخانه در استان مورمانسک کشور روسیه است.